# Pavel Buráň
Pavel Buráň (né le 25 avril 1973 à Brno) est un coureur cycliste sur piste tchèque. Spécialiste du keirin, il a remporté deux fois la coupe du monde dans cette discipline (2001 et 2002) et la médaille de bronze lors des championnats du monde de 2000 à Manchester.

## Palmarès

### Championnats du monde
- Bordeaux-Lac 1998
  - 8e de la vitesse par équipes
- Manchester 2000
  -  Médaillé de bronze du keirin

### Championnats du monde amateurs
- Stuttgart 1991
  -  Médaillé d'argent du tandem (avec Lubomir Hargas)
- Valence 1992
  -  Médaillé d'argent du tandem (avec Lubomir Hargas)

### Championnats du monde juniors
- 1990
  -  Médaillé d'argent de la vitesse
- 1991
  -  Médaillé d'argent de la vitesse

### Championnat d'Europe
- 1998
  -  Médaillé de bronze de l'omnium sprint
- 1999
  -  Médaillé d'argent de l'omnium sprint
- 2000
  -  Médaillé de bronze du keirin
- Brno 2001
  -  Champion d'Europe de l'omnium sprint
- Büttgen 2002
  -  Médaillé d'argent de l'omnium sprint
  -  Médaillé de bronze de la vitesse par équipes
- Moscou 2003
  -  Médaillé de bronze de l'omnium sprint
- Valence 2004
  -  Médaillé de bronze de l'omnium sprint

### Coupe du monde
- 1996
  - 3e de la vitesse à Athènes
- 1997
  - 1er du keirin à Athènes
- 2000
  - 2e du keirin à Moscou
- 2001
  - Classement général du keirin 
  - 1er du keirin à Szczecin
  - 2e de la vitesse à Szczecin
- 2002
  - Classement général du keirin 
  - 1er du keirin à Kunming
  - 2e de la vitesse à Kunming
- 2003
  - 2e de la vitesse à Moscou
- 2004
  - 3e du keirin à Moscou
- 2004-2005
  - 3e du keirin à Sydney

## Récompenses
- Cycliste tchèque de l'année : 1999 et 2000